# Artur Rinne
Artur Rinne (* 25. September 1910 in Narva, Gouvernement Estland; † 31. Januar 1984 in Tallinn, Estnische SSR) war ein estnischer Opernsänger in der Stimmlage Bariton und Interpret populärer Musik. 

## Leben

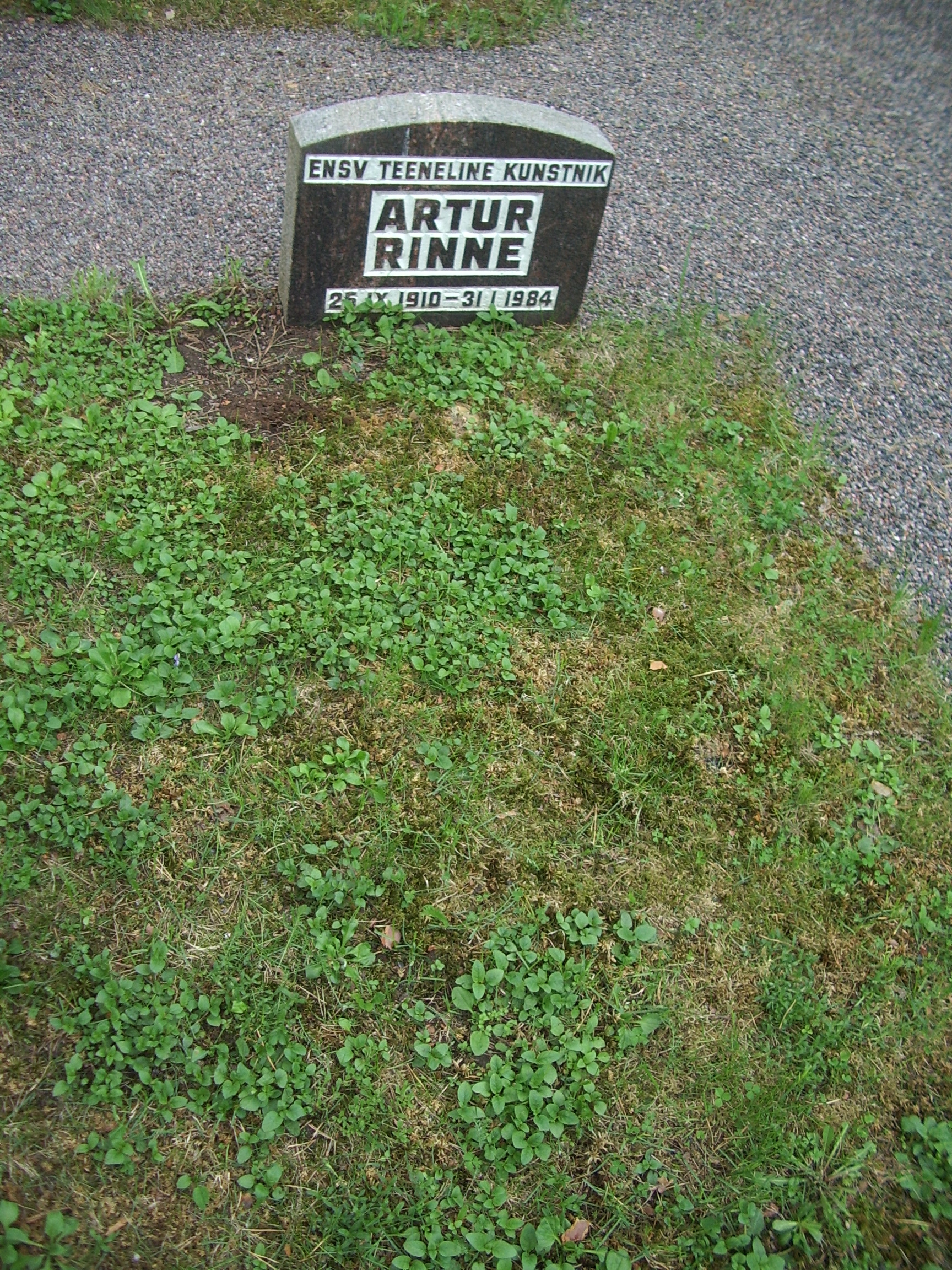
Grab Artur Rinnes auf dem Waldfriedhof in Tallinn

Artur Rinne wurde in die Familie eines Lokomotivführers geboren, der am Eisenbahndepot in Narva angestellt war. Seine Mutter nähte und strickte in Heimarbeit. In Narva verbrachte Rinne seine Kindheit und die ersten Schuljahre. Nachdem sein Vater nach Tapa versetzt worden war, ging er dort weiter zur Schule, sang im Chor, spielte im Orchester und arbeitete schwarz als Briefträger.
1927 trat Artur Rinne ins Tallinner Konservatorium ein. Zwei Jahre später sang er im Chor des Theaters Estonia und nach weiteren fünf Jahren trat er dort als Solist auf. Während des Zweiten Weltkriegs kämpfte Rinne auf deutscher Seite gegen die Rote Armee.
Zwischen 1945 und 1949 arbeitete Rinne in Tartu als Regisseur am Vanemuine-Theater. 1950 wurde er nach Sibirien deportiert. Erst 1956 konnte er im Zuge der Entstalinisierung nach Estland zurückkehren. Danach betätigte er sich bis 1970 als Regisseur für das Estnische Fernsehen und die Produktionsgesellschaft Eesti Telefilm. Daneben trat er auch als Solist der staatlichen Philharmonie der Estnischen SSR auf.
Artur Rinne starb 1984 in Tallinn. Sein Grab befindet sich auf dem Tallinner Waldfriedhof.

## Werk
Artur Rinne hinterließ ein großes musikalisches Erbe. Als Opernsänger ist er für seine Interpretationen der Rollen des Figaro im Barbier von Sevilla, des Tonio im Bajazzo, des Papageno in der Zauberflöte und des Rigoletto. Eine persönliche Freundschaft und kreative Zusammenarbeit verband ihn lange Jahre mit seinem Sängerkollegen Georg Ots. Rinne schuf fürs Fernsehen die Musik-Filme "Georg Ots singt", "Abendwalzer" und "Ein Tag voller Lieder". Seine Konzerttätigkeit als Interpret von Unterhaltungsmusik ist auf zahlreichen Schallplatten dokumentiert. Seine Vorkriegs-Veröffentlichungen erschienen auf dem lettischen Label Bellaccord, die Platten aus der sowjetischen Zeit auf Melodija. Eigenkompositionen von Rinne waren 1969 "Als ich klein war" (Kui ma olin väiksekene), 1972 "Lieder und Jahre" (Laulud ja aastad), und 1980 "Und der Kuckuck rief." (Ja kägu kukub raal).

## Auszeichnungen
1960 wurde Artur Rinne mit dem Ehrentitel "Verdienter Künstler der Estnischen SSR" ausgezeichnet.